# Hycleus benuensis
Hycleus benuensis là một loài bọ cánh cứng trong họ Meloidae. Loài này được Voigts miêu tả khoa học năm 1901.